# Bathory
Bathory fue un proyecto solista sueco de metal extremo de Quorthon, formado en Vällingby, Estocolmo en 1983 como un power trio. El nombre del proyecto proviene de la «Condesa Sangrienta», Erzsébet Báthory.
Bathory, Venom, Celtic Frost y  Hellhammer fueron uno de los más importantes proyectos para el desarrollo del black metal. Mientras que Venom tuvo el honor de bautizar el nuevo subgénero, a Bathory se le acredita ser el grupo más importante en el desarrollo del black metal y el viking metal.
La historia del proyecto terminó en 2004 tras la muerte de Quorthon por un infarto agudo de miocardio.

## Historia

### Inicios
Bathory se formó el 16 de marzo de 1983 cuando tres jóvenes: Tomas Forsberg, Jonas Åkerlund y Freddan Hereafter se reunieron en Musikbörsen (una tienda de música ubicada al oeste de Estocolmo), tras responder a un anuncio que Forsberg había pegado en los tableros de tiendas de música y estudios de grabación de Estocolmo. Tomas Forsberg ponía en el anuncio que quería formar una banda al estilo de Exploited, GBH, Black Sabbath, Venom, Motörhead y Slayer. Los tres jóvenes completarían la primera formación de Bathory, el vocalista y guitarrista Tomas Forsberg cambió su nombre a Quorthon (primero se hacía llamar Black Spade), el batería Jonas Åkerlund pasó a llamarse Vans McBurger y el bajista Freddan Hereafter se llamaba Fredrick Hanoi. Quorthon era el más joven de los tres, tenía 17 años y vivía en Västerort; mientras que McBurguer y Hanoi tenían 18 años y residían en Nockeby, al oeste de Estocolmo.
Tras unirse, buscaron un nombre para la recién formada banda. Tras probar varias opciones, (Nosferatu, Natas, Mephisto, Grevinnan Báthory, Elizabeth Báthory y Countess Báthory) finalmente sus integrantes decidieron llamarse simplemente Bathory, en honor a la condesa húngara Erzsébet Báthory, que según algunas leyendas solía bañarse en la sangre de algunas jóvenes aldeanas que eran sacrificadas, con lo que pretendía adquirir la juventud eterna. La decisión final de tomar Bathory como el nombre definitivo para la banda se le ocurrió a Quorthon mientras se encontraba de visita en el museo del terror The London Dungeon donde encontró una figura de la Condesa Báthory tomando uno de sus baños de sangre.
Durante el verano de 1983 Vans y Hanoi aprovecharon para irse de vacaciones a Londres, pero Quorthon no quiso desaprovechar la oportunidad de trabajar con Bathory y decidió llamar a unos amigos con los que había tocado en una banda de punk llamada Stridskuk para que le ayudaran, suponiendo que éstos le podrían ayudar con el toque brutal que quería para la banda. En aquel momento comenzaron a grabar temas como «Sacrifice», «Live in Sin», «Die In Fire» y «You Don't Move Me (I Don't Give a Fuck)», en una sala de ensayo alquilada, utilizando el mejor equipo que Quorthon pudo conseguir.

### Scandinavian Metal Attack
Tras sus vacaciones veraniegas, Vans y Hanoi regresaron para continuar su trabajo con Bathory. En esta época la banda decidió contratar a un cuarto miembro y realizaron una audición para añadir un segundo guitarrista o un vocalista. Se presentaron varias personas, pero ninguno de ellos se sintió cómodo con el estilo y las ideas que tenía la banda. Después de la búsqueda fallida de una segunda guitarra, Vans y Hanoi llevaron a los ensayos de la banda a un músico llamado The Animal para que formara parte de la formación. Estuvo apenas medio año como vocalista, pero a Quorthon nunca le gusto su voz y en enero del 84, este decidió echarlo y volver a encargarse de las voces.
A comienzo de 1984 Quorthon comenzó a trabajar en la compañía Tyfon Records con la idea de empezar a conocer un poco más sobre el mundo de la música. Börje Forsberg (conocido como The Boss) había contratado a varias bandas para que hicieran un recopilatorio de bandas suecas, pero una de ellas no pudo participar. Al enterarse de esto, Quorthon le pidió a The Boss la oportunidad de que Bathory reemplazara a la otra banda. The Boss le preguntó a Quorthon si habían grabado alguna demo y el vocalista decidió mostrarle el material de ensayo que habían grabado.
Con ocho temas propios escritos durante los diez meses de vida de la banda: «Satan My Master», «Witchcraft», «Live in Sin», «Dirty Woman», «Sacrifice», «The Return of the Darkness and Evil», «You Don't Move Me» y «Die in Fire», la banda se decidió por «Sacrifice» y "The Return of the Darkness and Evil" para la grabación del recopilatorio, llamado Scandinavian Metal Attack.
A pesar de que fue la suerte quien les permitió hacer parte de este trabajo, este se convirtió en el principal culpable de que Bathory surgiera del anonimato, además fue la única de las cinco bandas que participaron, que recibió correo de personas que se declararon sus nuevos seguidores.
Poco después de la grabación de los temas para el recopilatorio la banda se separó, debido a que uno de ellos decidió irse a vivir a Londres y porque dejaron de llamarse y de reunirse para ensayar.
Tyfon Records publicó el LP en marzo de 1984 con una edición de 3000 copias que se vendieron en una semana, por lo que se realizaron una segunda, una tercera e incluso una cuarta edición. En 1996 la discográfica Black Mark lo remasterizó y relanzó en el CD Scandinavian Metal Classics.

### Primer disco de la banda
Después del relativo éxito de Scandinavian Metal Attack, Quorthon recibió una propuesta de un estudio para comenzar la grabación de un álbum de larga duración. En aquellos momentos la banda ya no existía, pero para Quorthon esto no significó un problema, debido a que pensaba que tenía tiempo suficiente para encontrar músicos que trabajaran junto a él antes de junio, fecha para la cual se había planeado la grabación. Quorthon comenzó a planear la sesión de grabación con material sobrante de la sesión de Scandinavian Metal Attack y temas nuevos.
Nuevamente Quorthon decidió llamar a sus excompañeros de Stridskuk, el bajista Rickard «Ribban» Bergman y el batería Johan «Jolle» Elvén para que lo ayudaran con la grabación de los temas. Esta vez Jolle no pudo ayudarle porque a mediados de junio comenzaría a preparase para ingresar en la Marina. Debido a este inconveniente, Quorthon se puso en contacto con Stefan Larsson, que había tocado en la banda Obsklass.
En mayo se reunieron en el centro cultural de Estocolmo, para hacer algunas pruebas de sonido con los dos nuevos integrantes. El lugar tenía algunos recursos para la grabación, que aprovecharon para hacer una rápida grabación de los temas «Witchcraft» inspirado en el tema «Overkill» de Motörhead y «Satan My master», la temática en cuestión fue sacada de un libro de rituales satanistas del siglo XV.
Después de esta grabación, concretaron reunirse tres semanas después en Heavenshore, para comenzar a trabajar seriamente. A pesar de que Ribban estaba decidido a ayudar a Quorthon en la grabación, le hizo saber que no quería ser un miembro de Bathory de forma permanente, por lo que el vocalista decidió no incluir nombres o fotos de los integrantes de la banda en sus trabajos, sin embargo, poniendo en su lugar los nombre de tres demonios: Quorthon, Vvonrth y Kothaar.
La fecha elegida para la grabación del primer trabajo de Bathory que se convertiría en su carta de presentación fue el sábado 14 de junio, con material escrito para llenar las dos caras de un LP. Aunque algunos de los temas como «Hades» y «Necromancy», aún estaban sin terminar. Sin mucho dinero y ajustando un poco el presupuesto decidieron bajar un poco la calidad de la grabación y haciendo un esfuerzo para grabar la mayor cantidad de material posible, finalizando la grabación de todo el material en 56 horas. Cuando se terminó la mezcla, el material grabado fue ecualizado en los estudios Elektra pocos días después. Todavía faltaban varios detalles; el nombre que se eligió fue Pentagrammaton pero Quorthon se dio cuenta de que muchos lo llamaban simplemente Pentagon, así que un poco presionado por el poco tiempo que le quedaba para terminar el trabajo, decidió dejarlo sin título, pasar el pentagrama a la contraportada y como primer intento para la portada, eligió el color negro de fondo y sobre él pegó una combinación de ojos, nariz y boca cortados de varios cómics con la idea de crear la figura de una cabra. Una buena cantidad de tinta se encargó de enmascararlo y darle pequeños detalles como el cuerpo, el pelo, alargarle las orejas y los cuernos. Quorthon decidió utilizar este macho cabrío en la portada y convertirlo en el símbolo de Bathory. En la contraportada, para imprimir los título de las canciones utilizó el mismo tipo de letra inglesa que había comprado para el nombre de la banda. Tras crear la carátula, una noche después de ser enviada a imprimir, descubrió que había cometido un error ortográfico en el tema «Necromancy», debido a que nadie le había dicho que se pronunciaba con una s, pero se escribía con una c.
El álbum de ocho canciones (sin contar con el intro y el outro), fue publicado como LP el 2 de octubre de 1984.
De este primer trabajo existen varias versiones, que se distinguen por las diferentes portadas con las que se imprimieron:
Quorthon había leído que el color dorado es un color mágico. El plateado era el color del bien y la luz (por lo del mito de las balas de plata), pero que el color dorado podía ser usado tanto por la luz como por la oscuridad en los rituales. Fue por ello que intentó hacerlo en color negro y dorado pero esto haría que se incrementara el precio de las impresiones, así que decidió pedirle a la empresa responsable, que lo hiciera con un color que fuera menos costoso y que se acercara tanto como fuera posible al dorado. Una semana y media después, Quorthon decidió ir a ver como estaban quedando las carátulas y se dio cuenta de que las estaban imprimiendo con el macho cabrío en color amarillo, e inmediatamente paró su producción pues le pareció un resultado horrible. Sólo 1000 copias con esta portada fueron producidos, que ahora es popularmente conocido como The Yellow Goat («La Cabra Amarilla»), su precio actualmente es de 100 dólares si se encuentra en buen estado y si está autografiado puede llegar a costar entre 400 y 500 dólares.
Finalmente decidió imprimirlo en blanco y negro, para poder tener un costo razonable y que así siguiera conservando su imagen oscura. Cuando Bathory firmó con Black Mark fue remasterizado en CD variando la carátula un poco, al hacer el macho cabrío más grande y con ojos rojos En el año 1997 con esta misma carátula fue publicada una versión PD (picture disc) de este trabajo impreso en vinilo, con un límite de producción de 666 copias.
El coste de la producción del álbum debut de la banda fue aproximadamente de 500 dólares y 60 horas de grabación, incluyendo prueba de sonido y mezcla. Nadie se podría imaginar que lo que empezó siendo un desfogue experimental, terminó como semilla de un trabajo y género a seguir para toda una generación. Hoy en día sigue siendo el trabajo más vendido de Bathory y sigue posicionado en el punto más alto de todos los trabajos de Black Mark.
En esta época y debido a que Venom contaba con una gran popularidad por esos momentos, Bathory se ganó la reputación de ser simplemente unos imitadores, ya que los ingleses habían editado el año anterior su álbum Black Metal que incluía temas como «Raise the Dead», «Hades», el ya mencionado «Sacrifice» o «Countess Bathory» y que casualmente hasta las portadas de ambos trabajos fueran parecidas. Esta comparación se dio más por la imagen y por simples conexión en los nombres, pero realmente si Bathory quiso imitar a alguien fue a Black Sabbath por sus letras y a Mothörhead por su intensa música y en ningún momento a Venom, sin embargo demostró lo contrario a través de los años y reunió una buena masa de fieles seguidores, gracias sobre todo a esa imagen tan influenciada por la mística y la mitología nórdica.
El 10 de noviembre, cerca del momento en que el LP debut comenzó a llegar otros países de Europa, Quorthon regresa nuevamente a Heavenshore junto a Ribban y Stefan. La tarea era tratar de trabajar en terminar todo lo que no se había podido completar en la sesión del LP debut y tomar provecho de que Heavenshore estaría vacía durante una semana o más.
El objetivo principal para reunirse nuevamente en esta fecha era para grabar cuatro temas, tratando de representar una versión de un grabado medieval, y rápidamente lanzarlo en Navidad como un EP 45", un formato muy popular en los 80's. El trabajo tenía como nombre Necronomicon o Maleficarum (Quorthon no recuerda bien cual de los dos). Los temas claramente mostraban la evidencia de la creciente importancia por los temas oscuros en las letras de la banda.
El material grabado durante esta sesión fue «Children of the Beast», «Crown of Thorns one the Golden Throne», «Crucifix» y «Necronomicon». Sin embargo decidieron posponerlo, debido a que los temas, no tenían nada que ver con los del LP debut, otra de las razones por las que fue cancelado, fue que la fecha límite para producirlo era el 20 de noviembre si querían que saliera para la época decembrina. Simplemente no había tiempo para producir el EP, luego enviarlo a los distribuidores en Suecia, para que finalmente pudiera estar en las tiendas antes de diciembre. Por tales motivos el EP Necronomicon/Maleficarum terminó archivado (lastimosamente Quorthon aún no sabe dónde).
Ningún material de esta sesión fue regrabado para el segundo trabajo. Según cuentan, el material para este EP, no tenía ningún tipo de relación con el material del LP debut y claramente marcaba una evolución que eventualmente llevaba a la banda hacia The Return of the Darkness and Evil.

### Siguientes álbumes
El segundo trabajo The Return que se complementa con otra línea en la contraportada of Darkness and Evil, fue más tarde editado en 1985, para su grabación firmaron por primera y última vez con los Estudios Electra. El bajo fue grabado usando un pedazo de tubería de aluminio para obtener un sonido diferente, mientras que la batería y las guitarras fueron grabadas en un gran recinto para que sonaran con mayor poderío. En la grabación del punteo del tema «The Return of the Darkness and Evil» debido a que no estaba saliendo muy bien Quorthon se disgusto y rompió una guitarra, todo esto quedó registrado y al final del punteo se puede escuchar. Como en su primera obra, en la contraportada no aparecía nadie más en los créditos que su cantante y guitarrista Quorthon, de lo que podemos deducir: que se alquilaron músicos de sesión para terminar la obra, que el mismo toco todos los instrumentos, o quería mantener en secreto los integrantes; solo se conoce algo sobre un bajista que fue despedido de la banda a mitad de las grabaciones porque era un drogadicto empedernido.
En la contraportada del LP en vez de traer la lista normal de temas, trae una especie de poema en el cual Quorthon utiliza los nombres de cada uno de ellos en alguna de su parte. El tema «Born for Burning» fue dedicado a la bruja Marrigje Ariens que nació en 1521 y fue quemada en 1591 en Schoonhoven Holanda, y el tema "Bestial Lust" fue dedicado a una mujer con la que Quorthon tuvo sexo en el piso del baño de mujeres del Rock Club.
El primer título que inscribieron para su tercer trabajo fue Nocturnal Obeisance (como lo es actualmente su intro), pero finalmente decidieron llamarlo Under The Sign Of The Black Mark (Bajo el Signo de la Marca Negra), el cual fue editado en 1987. Parte de este trabajo había sido planeado grabarlo en una iglesia acompañado de un coro de niñas e instrumentos medievales; al igual que en los dos trabajos anteriores, este estaba caracterizado por un sonido constantemente caótico y unas letras profundamente enraizadas con el satanismo, podríamos decir que es el responsable del moderno black metal Nórdico, este trabajo al igual que los demás fue producido por Quorthon, que editaba sus trabajos en La Península Escandinava bajo su propio sello discográfico Tyfon Gramoffon. Durante esta época Quorthon solo escuchaba música clásica, lo cual hacia que se interesara más en adaptar música y escribir largas canciones, un buen ejemplo de esto es «Enter the Eternal Fire». La carátula de este trabajo es una foto y no una pintura como muchos creen, fue tomada en la Opera de Estocolmo con las cortinas abajo, mientras las personas esperaban para el segundo acto de «Carmen», el hombre que aparece con la máscara es Leif Ehrnborg, un campeón de levantamiento de pesas del equipo Sueco, quien en la foto original, en la parte de abajo de la montaña fue acompañado por fuego, humo y algunas mujeres desnudas, pero solo fue utilizada la mitad que todos conocemos y la parte de abajo fue desechada (sólo en la versión en LP se puede constatar esto, si se despegan las solapas de la portada, donde se pueden ver claramente las cabezas de algunas de estas mujeres). Se corre el gran rumor de que existe un CD-Doble, el cual solo se publicó para Suecia. Para esa misma época Quorthon empezó a planear un espectacular vídeo mostrando a la banda tocando en vivo pero desafortunadamente nunca se realizó, consistía en alquilar un campo militar y levantar en el un gran escenario al aire libre, tan grande que se demorara varios minutos recorrerlo de un lado a otro y que estuviera acompañado por un juego de batería de 18 tones de piso que serían envueltos en fuego, juegos pirotécnicos y humo.
En 1988 fue editado el Blood Fire Death (Sangre Fuego Muerte), época en que ingresaron a la banda Vvornth como baterista y Kotthar como bajista para acompañar a Quorthon, así por primera vez se pudo conocer una alineación estable, donde aparecían estos tres dioses en la contraportada.
Los temas eran complicados, lo que le iba mucho mejor a Bathory, en contraposición con sus primeros temas más rápidos, su música se acercaba cada vez más al death y viking metal; sus letras también habían cambiado, ahora hablaban más sobre mitos y leyendas, guerras, batallas, y la era vikinga, donde Quorthon exprimía su fuente inspiradora de la mitología nórdica. La música incluso sonaba más suntuosa que en sus primeros trabajos, había un uso frecuente de coros y teclados que le añadían una nueva dimensión de sonido. Por primera vez también se publicó una foto de la banda, lo malo es que a Quorthon no le gusto mucho la idea y decidió no volver a hacerlo en trabajos futuros.
El quinto trabajo, Hammerheart, aparece en 1990, donde hallamos a Quorthon en la misma dirección de su anterior trabajo; se vieron aún más los cambios musicales, con una gran influencia por los teclados, punteos de la guitarra y letras que hablan sobre la vida de los vikingos; tanto la imagen como el sonido parecían cada vez más cercanos al Viking Metal de Manowar, la velocidad se había perdido y todos los temas eran largos y muy ligeros, excepto por la balada «Song to Hall Up High» que no es larga pero sí muy ligera. El final del tema «Shores in Flames» está acompañado de una réplica del sonido producido por los cuernos de bronce que eran utilizados en la Era Vikinga y no con un simple cuerno de Alce como lo afirma la revista Metal Hammer, fueron grabados en los Estudios Heaveshore por un empleado del Museo Nacional de Antigüedades de Estocolmo.
En esta ocasión firmaron con la Noise, pero según Quorthon resultó ser una gran equivocación, en todo caso cuando se pasaron para la Black Mark fue remasterizado y publicado en CD, donde se incluyó en el interior del libro una foto completa de la carátula, una imagen titulada «Nightfall by the Shore» con un escrito en latín y también se puede ver un pequeño cambio en el logo y colores más vivos en la portada. En esta misma época y a petición de sus seguidores, Bathory decide hacer su primer y único vídeo del tema «One Rode to Asa Bay», pero las cosas no salieron muy bien.
En el año de 1991 la banda hace el lanzamiento de su sexto trabajo Twilight of the Gods, sin dejar a un lado la evolución musical con la que han venido últimamente y como su título lo deja entrever le siguen cantando a los Dioses Nórdicos; su vocal es normal y su música se ve grandemente influenciada por el sonido de los teclados y punteos de la guitarra, su estilo sigue siendo el viking metal (lento, depresivo y ligero) pero esta vez con un poco de influencias clásicas, obviamente por el interés de Quorthon en ese estilo de música. Uno de sus temas, más explícitamente "Hammerheart" hace parte de un concierto de música clásica por Gustav Holst, en el que Quorthon escribió la letra.
También se encuentra disponible en el mercado un sencillo con los temas «Twilight of the Gods» (versión editada), «Under the Runes» y «Hammerheart». En la contraportada aparece la imagen de un monumento que hizo Quorthon y representa a Yggdrasil (el árbol del mundo en la vieja mitología nórdica), mide alrededor de 10 metros de alto y 5 de ancho, y como en su trabajo anterior podemos encontrar un escrito que la acompaña.
Uno de los acontecimientos más trascendentales en este trabajo fue cuando Quorthon dio la noticia de que esta sería la última creación de la banda, por tal motivo no fue incluido el «Outro» que finalizó sus primeros cinco trabajos y que tiene como significado Bathory esta arrastrándose bajo las rocas pero regresará. Afortunadamente todo esto no fue cierto.
Para 1992 y 1993 lanzan dos trabajos recopilatorios de temas anteriores entre 1983 y 1991, exceptuando siete nuevos o al menos no escuchados anteriormente.
En el Jubileum Volume I "Ride at the Gate of Dawn" que es un intro, "Crawl to your Cross", "Sacrifice" tomado del LP Scandinavian Metal Attack y «You Don't Move Me (I Don't Give a Fuck)» tomado del demo de 1983, y en el Jubileum Volume II «Burning Leather», «The Return of the Darkness and Evil» tomado del LP Scandinavian Metal Attack y «Die in Fire» tomado del demo de 1983.
Aunque no eran temas nuevos, Bathory demostró que todavía tenía mucho camino por recorrer y que su final no sería pronto, como lo había anunciado Quorthon en el trabajo anterior.
Una de las pausas más grandes que sufrió Bathory fue cuando Quorthon decidió lanzarse en solitario como Quorthon con álbum, pero la necesidad de regresar a escribir y tocar Metal nuevamente, impulsó el nuevo ataque de la banda, confirmando su verdadero regreso.
En 1994 lanzaron Requiem, tres años después de su última producción, donde regresaron con el estilo caótico, brutal y rápido característico de sus primeros trabajos, con un mejoramiento musical más notable pero totalmente diferente al de los dos trabajos anteriores, su música fue escrita en dos semanas y sus letras hablaban sobre materias ocultas y terrenales, las cuales fueron censuradas y por tal motivo fue producido y publicado sin ellas. Igual que en sus primeros días, volvemos a encontrarnos con la sorpresa de ver a Quorthon como único integrante de la banda, pero nunca había sucedido un cambio tan notable con el logo, ahora era menos tradicionalista y más desafiante. Durante el periodo de grabación el tema «Apocalypse» fue llamado «Calypso» como un chiste. En una versión de este trabajo de 1989, se supone que hay tres temas más llamados «Descend to Hell», «Cry», «Marching Off to War» y «Nine Lakes of Fire».
Octagon (Octógono) su trabajo número ocho, fue lanzado en el año de 1995, fue escrito y grabado en medio año, luego de lanzar Requiem y en los créditos solo aparece registrado Quorthon, sin contar los Jubileum´s es el único que no fue publicado en pasta o vinilo; la tendencia al Thrash se hace más presente siguiendo el estilo de Slayer y el de su trabajo anterior, aunque con un ligero toque industrial (algo que no gustó mucho), la vocal es normal pero sin embargo brutal y las letras tocan el tema social (guerra, violencia, intolerancia y religión).
Cuando iba a ser producido, dos temas fueron censurados a causa de sus letras, por este motivo se incluye por primera vez un cover, "Deuce" de Kiss que finaliza el trabajo, muchas personas opinan que eso fue un gran error y que ayudó a que el trabajo se ganara el repudio de varios de sus seguidores.
En 1996 lanzaron Blood On Ice (Sangre Sobre Hielo) un trabajo temático que resultó ser todo un reto, se caracterizó por ser una especie de recopilación de temas inéditos de años anteriores (algunos de siete años atrás), donde Quorthon nos deleita con nuevas leyendas e historias. Su estilo es lento con una combinación heavy/viking metal, algo así como una fusión entre el Hammerheart y Twilight of the Gods.
Las letras fueron escritas en formato de Saga y hablan sobre un joven que sobrevive a un feroz ataque en su villa y todo lo que hace en búsqueda de la venganza, fueron inspiradas por Conan y Richard Wagner´s "Götterdämmerung".
Incluye la Historia de Bathory escrita por Quorthon hasta el lanzamiento de este trabajo, el cual fue grabado durante tres sesiones entre 1988 y 1989, pero no fue terminado debido a que Quorthon sintió que no era el momento preciso para publicar un trabajo de esta clase; cuando acabó el proceso de producción y lanzamiento del Octagon, varios de sus seguidores le escribieron preguntando cuando sería publicado y lo tendrían en sus manos, así que gracias a la motivación que le dieron se tomó el tiempo de terminarlo.
Antes de su lanzamiento fue publicada una versión promocional en Mini-CD donde encontramos un logo muy formal y completamente diferente a todos los anteriores, sin embargo para la versión final decidieron usar el mismo que en el Requiem y el Octagon, encontrando que en el CD fue impreso en la contraportada, mientras que para el LP en la portada.
La docena de trabajos se completan con Jubileum III en 1998, no hay mucho que decir de él, como los anteriores Jubileum's se trata de un trabajo recopilatorio que contiene los mejores temas de hasta cinco años atrás y seis temas inéditos: "Resolution Greed" y "Genocide" tomados de la sesión del Octagon (supuestamente estos son los dos temas que fueron censurados), "Satan My Master" y "Witchcraft" tomados del demo de 1983, el quinto es "In Nomine Satanás" la versión original del tema "Bond of Blood" del trabajo Twilight of the Gods que fue terminado más tarde en una nueva versión donde decidieron cambiarle el contenido de las letras, el sexto realmente no es un tema inédito, se trata de una versión especial de los coros del tema "Valhalla" del trabajo Hammerheart.
Los miembros de la banda abandonan la misma, siendo despedidos o yéndose a grupos alternos, convirtiéndose ahora en un proyecto solista, Quorthon, su único miembro desde este momento hasta su disolución, decide romper el esquema de llamar a todos sus trabajos recopilatorios Jubileum, y a finales de agosto del año 2001 lanza Katalog (Catálogo), sin embargo actualmente es tomado más como un catálogo (como su nombre lo indica) o CD promocional que como un trabajo, la diferencia con las demás recopilaciones, es que contiene sólo un tema de cada trabajo oficial, comenzando con un tema del Destroyer Of Worlds que aún no había sido lanzado, seguido por temas desde su primera creación Bathory hasta el Blood On Ice (lógicamente sin contar los Jubileum) y anteriormente incluían desde temas inéditos hasta varios temas de un solo trabajo. La Black Mark pretende con su lanzamiento dar una idea a los nuevos seguidores de lo que es y fue Bathory, algo bastante sorprendente es que haya sido producido antes que el trabajo en estudio, el cual había sido mencionado desde hace varios meses atrás, sin embargo sirvió como preludio de lanzamiento del tan esperado...Destroyer Of Worlds (Destructor de Mundos). En más de 6 años Bathory no entraba en estudio a grabar un nuevo trabajo, sin contar con el Blood on Ice como nuevo, ya que fue una recopilación de temas anteriores.
El primer nombre que habían pensado fue Nemesis pero en el transcurso de su larga y dura grabación decidieron cambiarlo, fue dedicado a todos los seguidores de Bathory, finalizando con la frase You are the Best! (¡Ustedes son los mejores!).
Contiene diferentes estilos musicales, debido a que Quorthon decidió complacer en un solo trabajo a todos sus seguidores, que se habían dividido en dos (a los que les gustaba la era black/death metal y a los que les gusta la era Vikinga), así que pensó que no sería justo hacerlo sólo con el estilo de sus primeros trabajos como inicialmente lo había pensado, sus letras hablan sobre materias como la sociedad, muerte, motos y hasta hockey sobre hielo. Como siempre, es un trabajo totalmente diferente a cualquier otro que Bathory haya grabado anteriormente.
Creó una gran expectativa ya que se especuló mucho sobre su fecha de salida al mercado (finalmente 8 de octubre, para el resto de Europa el 23 de octubre), casi más de 1 año por parte de la Black Mark y Quorthon.
Nordland I (Tierra del Norte I), en el 2002 lanza su trabajo número once en estudio, el cual fue para casi todos una sorpresa, debido a que solo se conocieron algunas noticias semanas antes de su lanzamiento. Da comienzo a la saga Nordland (Tierra del Norte), un trabajo temático donde Quorthon nos deleita hablando sobre la Tierra Nórdica. Su estilo es semejante los trabajos Hammerheart, Twilight of the Gods y su anterior saga Blood On Ice.
Nordland II (Tierra del Norte II), completa la docena de trabajos de Bathory en estudio y fue lanzado al mercado en marzo de 2003, mes en el que la banda celebró sus 20 años de vida remasterizando digitalmente y lanzando al mercado sus seis primeros trabajos. Nordland II es la continuación de la saga escandinava y todo parece indicar que es su punto final, aunque Quorthon no descarta la posibilidad de que la historia continúe en un futuro (no muy cercano), no se muestra muy animado en hacerlo argumentando que toda historia tiene su final y esta ya lo tuvo.
Hay partes de algunos temas en ambos Nordland en los que se incluyen aproximadamente tres guitarras rítmicas, hasta ocho guitarras líderes haciendo melodías y armonías, incontables pistas de coros y en algunas ocasiones flautas, cuernos, acordeones y órganos. Sin mencionar la presencia de truenos, viento, olas, caballos y el sonido de la batalla detallando la historia y enriqueciendo la experiencia.
No sólo hubo derroche histórico, artístico y musical sino también de mercadeo, además de ser lanzado en CD, también salió al mercado en LP y por primera vez para Bathory en DP (DigiPack) versión limitada.
Como si no fuera poco, días después del lanzamiento del Nordland II salió al mercado una LP-Doble en versión limitada llamado Nordland I & II, que contiene la saga Escandinava completa y para la que no midieron en gastos a la hora de su realización, hasta la presentación y letras del interior vienen completamente en color y cada LP fue producido en Ice Clear Disk (Vinilo Transparente) para darle un toque más nórdico.

### Muerte de Quorthon
El 7 de junio de 2004 el mundo del metal se lamenta por la muerte de Quorthon, el cual fue encontrado sin vida en su apartamento a causa de un paro cardiaco. Para esta época Quorthon estaba grabando un nuevo trabajo titulado Dra Ballen i Gruset Grabbar y se estaban publicando la historia de Bathory en su página web oficial, que llevaba poco tiempo activa. Ambas tareas se dejaron de hacer debido a la muerte de Quorthon, hasta el día de hoy es recordado como una de las figuras mediáticas del metal. 
Se han recopilado varios álbumes tributo a Bathory realizados por diversos artistas del género black metal (algunos de ellos lanzados incluso antes de la muerte de Quorthon), entre ellos Conspiracy with Satan: A Tribute to Bathory (1998) y Voices from Valhalla - A Tribute to Bathory(2012).

### Proyectos post-Bathory
A pesar de que Quorthon fue el único miembro constante y reconocible de la banda, los otros músicos que formaron parte de la banda en algún momento de su historia continuaron relacionados con la música. Entre ellos cabe destacar al batería fundador Jonas Akerlund que tras separarse de la banda se convirtió en uno de los directores de vídeos musicales más famosos de la actualidad y ha trabajado con bandas de metal como Rammstein, Metallica, Satyricon o Candlemass.

## Miembros
El primer apodo que tomó Quorthon en Bathory fue Black Spade, luego lo cambió por Ace Shoot en el año de 1984 para el LP Scandinavian Metal Attack, pero finalmente decidió tomar el apodo con el cual murió. 
Siempre han estado rodeados de un gran misterio en cuanto a sus integrantes, debido a que sólo se comenta, pero no se asegura de personas que participaron en algunos trabajos, a excepción de Vvornth y Kothaar (entre 6 y 7 bajistas han usado este mismo apodo) que también aparecieron en los créditos alguna vez, esto permite demostrar que Quorthon no es el único integrante de la banda, pues él toca la guitarra, el bajo y hace todas las vocales, pero ha tenido varios amigos quienes tocan la batería y en algunos casos otros instrumentos.
Quizás algo que ha ayudado a conservar estos mitos es que nunca se presentaron en vivo, sólo se conoce que un par de veces lo hicieron entre 1983 y 1985 en Alvik, Estocolmo.

### Antiguos integrantes
- Freddan (Fredrick Hanoi) - Bajo (1983-1984)
- Jonas Åkerlund (Vans McBurger) - Batería (1983-1984)
- Vvornth - Batería (1988)
- Kothaar - Bajo (1988)

## Influencia
Bathory es considerada una de los grupos de metal extremo más influyentes de todos los tiempos. La banda ayudó a crear el black metal junto a los ingleses Venom con sus tres primeros álbumes, y el viking metal con sus álbumes posteriores. Bandas como Emperor, Abigail, Tsjuder, Burzum, Mayhem, Grand Magus, Dimmu Borgir, Primordial, Peccatum, Opera IX, Koldbrann, Dark Funeral, Carpathian Forest, Marduk o Vlad Tepes, y Acheron, han citado a Bathory como influencia o han hecho covers de sus canciones. En agosto de 2004, músicos noruegos como Abbath, Apollyon, Bard Faust, Gaahl, Grutle Kjellson, Nocturno Culto, Samoth, Satyr e Ivar Bjørnson realizaron un tributo a Bathory en el festival Hole in the Sky.

## Discografía
| Álbumes de estudio - 1984: Bathory - 1985: The Return - 1987: Under the Sign of the Black Mark - 1988: Blood Fire Death - 1990: Hammerheart - 1991: Twilight of the Gods - 1994: Requiem - 1995: Octagon - 1996: Blood on Ice - 2001: Destroyer of Worlds - 2002: Nordland I - 2003: Nordland II | Álbumes recopilatorios - 1993: Jubileum Volume I - 1993: Jubileum Volume II - 1998: Jubileum Volume III - 2001: Katalog - 2006: In Memory of Quorthon Vol.I - 2006: In Memory of Quorthon Vol. II - 2006: In Memory of Quorthon Vol. III Sencillos - 1991: Twilight Of The Gods - 1996: Blood On Ice Álbum split - 1984: Scandinavian Metal Attack - 1990: Bathory / Tankard / Rage |